# Парша (фитопатология)
Парша сельскохозяйственных растений — опасная болезнь растений. Болезнь вызывается преимущественно микроскопическими патогенными грибами, а также актиномицетами и бактериями. Поражает поверхностные ткани листьев, плодов, цветков, побегов и клубней. Внешними признаками болезни являются шелушения кутикулы или кожицы, образования пятен, язвочек, пустул или бородавочек. Болезни подвержены многие растения, имеющие сельскохозяйственное значение. Наибольший ущерб причиняется паршой яблони и груши, а также картофеля, цитрусовых. Парша свёклы, вишни и других культур наносит меньший ущерб.

## Парша яблони и груши
Парша у яблони и груши вызывается аскомицетами из рода Venturia (англ. Venturia (genus)) — Venturia inaequalis у яблони и Venturia pirina (англ. Venturia pirina) у груши.
Заболевание протекает сходно, но возбудитель специфичен для растения — парша яблони не поражает грушу и наоборот.
Парша яблони и груши широко распространена в умеренном климате.
Имеет важное экономическое значение в товарном садоводстве, так как сильно снижает качество плодов и урожай.

## Парша картофеля
У парши картофеля существует несколько разных видов, вызываемых разными видами актиномицетов, грибков и дейтеромицетов: обыкновенная, порошистая, серебристая, бугорчатая (ооспороз) и чёрная (ризоктониоз) парша картофеля. Парша портит внешний вид клубней картофеля, ухудшает лёжкость, вкусовые и семенные качества картофеля, может поражать ткань клубня, увеличивая отходы. Сильно поражённые паршой клубни картофеля непригодны для еды и посева. На заражённых паршой полях не рекомендуется выращивать картофель в течение 4—5 лет. Одной из мер борьбы с паршой картофеля является выведение устойчивых к заболеванию сортов.
Чёрная парша (ризоктониоз) — самая опасная из разных видов парши, она вызывает снижение урожайности картофеля до 15—20 %. Вызывается грибком Rhizoctonia solani. Чёрная парша поражает клубни, а также проявляется в виде скручивания верхушечных листьев, плесени прикорневой части и гнили побегов, приводящей к их гибели.
Порошистая парша поражает только подземные части картофеля, прежде всего клубни. Вызывается грибком Spongospora subterranea. При этой болезни на клубнях образуются бугорки, которые заполняются порошкообразным веществом — спорами возбудителя болезни. После того, как бугорки лопаются, в клубне остаются полости. Большинство заражённых клубней сжимается, усыхает, а во влажной среде полностью сгнивает.
Серебристая парша картофеля поражает клубни, влияет на качество семенного материала и может стать причиной гибели всходов. Вызывается грибком Spondylocladium atrovirens (англ. Spondylocladium atrovirens). Небольшие светло-коричневые пятна на поверхности клубней развиваются за время хранения, увеличиваясь в размерах и приобретая серебристый оттенок. При неправильных условиях хранения (повышенная температура и влажность) может привести к массовому поражению клубней.

## Другие растения
Парша цитрусовых (антракноз цитрусовых пятнистый; бородавчатость цитрусовых) проявляется вздутиями и наростами на листьях и плодах.
Заболеванию подвержены лимоны и апельсины.
Болезнь не поражает внутренние части плода, но приводит к преждевременному опадению части плодов.
У парши сахарной свеклы существует несколько разных видов (обыкновенная, поясковая, прыщеватая), вызываемых несколькими видами актиномицетов и бактерией (Bacterium scabiegenum). Болезнь проявляется бородавками на корнях.
Парша вишни вызывается грибом Karaculinia cerasi. Раннее заражение плодов приводит к их засыханию.